# 간나 (연호)
간나(일본어: 寛和)는 일본의 연호 중 하나이다.
- 전후 : 에이간(永観) 이후 - 에이엔(永延) 이전.
- 시기 : 985년 ~ 986년
- 천황 : 가잔 천황, 이치조 천황

## 개원
- 에이간 3년 4월 27일(율리우스력 985년 5월 19일)에 개원하여
- 간나 3년 4월 5일(율리우스력 987년 5월 5일) 에이엔으로 개원되었다.

## 간나 시기에 일어난 일
- 2년
  - 6월 : 이치조 천황이 즉위하다.

## 서력과의 대조표
| 간나        | 원년       | 2년        | 3년        |
| ----------- | ---------- | ---------- | ---------- |
| 서기 (西紀) | 985년      | 986년      | 987년      |
| 간지 (干支) | 을유(乙酉) | 병술(丙戌) | 정해(丁亥) |

## 같이 보기
- 일본의 연호 일람

| 이전 에이간 | 일본의 연호 985년 ~ 986년 | 다음 에이엔 |